# Drumlažno
Drumlažno – wieś w Słowenii, w gminie Slovenska Bistrica. W 2018 roku liczyła 24 mieszkańców.